# Georges Kaeckenbeeck
Georges Sylvain François Charles Kaeckenbeeck (ur. 30 maja 1892 Saint-Gilles (Belgia), zm. 6 marca 1973 w Territet) – belgijski prawnik i polityk. Od 1918 do 1920 konsultant w belgijskim MSZ. Członek wydziału prawnego w Sekretariacie Ligi Narodów 1920 - 22. W latach 1922 - 37 jako przedstawiciel państwa neutralnego przewodniczący Górnośląskiego Trybunału Rozjemczego, 1937 - 39 profesor w Instytucie Wyższych Studiów Międzynarodowych i Rozwoju w Genewie. Od 1940 doradca belgijskiego rządu na emigracji kierowanego przez Huberta Pierlot. 
W 1945 roku Kaeckenbeeck został reprezentantem Belgii w Organizacji Narodów Zjednoczonych. Od 1949 do 1953 sekretarz generalny Międzynarodowej Organizacji ds. Zagłębia Ruhry w Düsseldorfie. W październiku 1955 przewodniczący konferencji NATO w Bonn.